# Az Alapítvány előtt
Az Alapítvány előtt (eredeti, angol cím: Prelude to Foundation) Isaac Asimov tudományos-fantasztikus regénye. Angolul a könyv 1988-ban jelent meg, és cselekménye az Alapítvány-trilógia történései előtt játszódik a Trantoron. Magyar fordítása 1991-ben jelent meg először a Móra Ferenc Könyvkiadó Galaktika Fantasztikus Könyvek sorozatában.

## Történet
|  | Alább a cselekmény részletei következnek! |

A történet a Trantoron játszódik G. K. (Galaktikus kor) 12020-ban, Hari Seldon az az évi matematikai konferencián előadja a gondolatát egy elméleti tudományról, a pszichohistóriáról, amivel elméletileg meg lehetne jósolni a jövőt, de azt is hozzáteszi, hogy a gyakorlatban kivitelezni véleménye szerint lehetetlen. Ez felkelti a Galaktikus Birodalom császárának, I. Cleonnak (pontosabban a tanácsadójának, Demerzelnek) az érdeklődését, aki politikai céljaira akarja felhasználni a jövőbelátást, ezért megbeszélést kezdeményez Hari Seldonnal aki meggyőzi őt, hogy ez nem lehetséges.
A megbeszélés után a Császári-palota kertjében összetalálkozik egy riporterrel, Chetter Humminnal, aki arról beszél neki, hogy Cleon elsőminisztere, Eto Demerzel el akarja fogatni, hogy neki dolgozza ki az alkalmazható pszichohistóriát. Ezért Hari elmenekül Dors Venabili történésszel, akit Hummin küld neki segítségül.
Hari és Dors rövid ideig a Streeling egyetemen bújnak meg, majd mikor a helyzet kezd veszélyessé válni, továbbmennek a Mycogen szektorba. Ott a Mycogen vezetője, Napmester 14 üdvözli őket. Hari meg akarja ismerni a mycogeniek történelmét, hogy ez is segítsen neki kidolgozni a gyakorlatban is alkalmazható pszichohistóriát. Ezért Hari Esőcsepp 43-mal elmegy a híres mycogeni mikrofarmra, ahonnan a legjobb ételeket szállítják a leggazdagabbaknak, köztük a császárnak is.
A látogatás után Esőcsepp 43 mesél Harinek arról, hogy a „Könyv”-ben benne van Mycogen egész történelme, és ezért minden mycogeninek kötelező tartania magánál egyet. Hari el akarja kérni tőle, Esőcsepp 43 cserébe azt kéri, hogy mutassa meg a haját (ez Mycogenben tiltott dolog, az ittenieknek fiatal korukban lézerrel véglegesen eltávolítják a testszőrzetüket). A lány kérése ebben a helyzetben perverzió, de Hari megengedi neki a könyvért cserébe.
A „Könyv”-ből kiderül, hogy a mycogeniek az Aurora bolygóról idevándorolt űrlakók leszármazottai, és utalást talál benne egy robotról, ami esetleg itt lehet Mycogenben. Ezért Hari és Dors beszökik a számukra tiltott templomba, hogy a robottal találkozzanak, amiről később kiderül, hogy nem működik, csak egy fémszobor. Viszont ezért a cselekedetükért Napmester 14 halálra ítéli őket, de szerencsére Hummin időben érkezik és segít rajtuk.
Az incidens hatására tovább szöknek az elmaradott, koszos és veszélyes Dahl szektorba, ahol megismerkednek egy utcagyerekkel, Raych-csel (később Hari örökbe fogadja őt) és Yugo Amaryllal (ő később Hari munkatársa lesz a pszichohistória kifejlesztésében).
A Dahl szektor Billibotton nevű kerületében Hari és Dors találkoznak Rittah anyóval, aki beszél nekik a Földről, Auróráról és egy robotról, Da-Neeről, Be-Lee barátjáról, aki soha nem hal meg. A történet végéhez közeledve Harit, Dorsot és Raych-t elraboltatja Rashelle, a trantori Mynek szektor kormányzója, de végül megmenekülnek, mert a saját katonái fellázadnak a nő ellen.
A császári hadsereg nagyobb ellenállás nélkül szállja meg Myneket.
A történet végén kiderül, hogy Hummin igazából Eto Demerzel, aki egy több ezer éves robot, eredeti neve R. Daneel Olivaw (Aki a mezítelen nap című Asimov regényben is fontos szerepet játszik). Továbbá Dorsról is kiderül, hogy robot. Hari Seldon rájön, hogy a Trantor kultúráját tanulmányozva képes lesz gyakorlati módszert alkotni a pszichohistóriából. Demerzel minden támogatást meg fog neki szerezni, hogy segítse kutatómunkájában.
|  | Itt a vége a cselekmény részletezésének! |

## Megjelenések

### angolul
1. Prelude to Foundation, Doubleday, 1988[1]

### magyarul
1. Az Alapítvány előtt; ford. Baranyi Gyula; Móra, Bp., 1991 (Galaktika fantasztikus könyvek)
2. Az Alapítvány előtt, Móra Ferenc Ifjúsági Könyvkiadó, Budapest, 1995, ford. Baranyi Gyula[2]
3. Asimov teljes Alapítvány-Birodalom-Robot Univerzuma, 3. kötet, Szukits Könyvkiadó, Szeged, 2002, ford. Baranyi Gyula[3]
4. Előjáték az Alapítványhoz. Isaac Asimov Alapítvány sorozatának 2. kötete; ford. Németh Attila; Gabo, Bp., 2011
5. Az Alapítvány előtt. Isaac Asimov Alapítvány sorozatának 2. kötete; ford. Németh Attila; 2. jav. kiad.; Gabo, Bp., 2022